# Сант'Оресте
Сант'Оресте (итал. Sant'Oreste) је насеље у Италији у округу Рим, региону Лацио.
Према процени из 2011. у насељу је живело 2830 становника. Насеље се налази на надморској висини од 307 м.

## Становништво
Према резултатима пописа становништва 2011. у општини је живело 3.702 становника.
| 1931. | 1936. | 1951. | 1961. | 1971. | 1981. | 1991. | 2001. | 2011. |
| ----- | ----- | ----- | ----- | ----- | ----- | ----- | ----- | ----- |
| 2.413 | 2.542 | 2.920 | 2.581 | 2.624 | 2.853 | 3.329 | 3.536 | 3.702 |

## Партнерски градови
- Јаши